# Pico Piedras Blancas
Pico Piedras Blancas é um pico localizado na Venezuela. Situado na Cordilheira dos Andes, possui 4.737 metros de altitude.